# Gran Premio del Qatar 2021
Il Gran Premio del Qatar 2021 è stata la ventesima prova della stagione 2021 del campionato mondiale di Formula 1. La gara si è corsa domenica 21 novembre sul circuito di Lusail di Doha, ed è stata vinta dal britannico Lewis Hamilton su Mercedes, al centoduesimo successo nel mondiale; Hamilton ha preceduto all'arrivo l'olandese Max Verstappen su Red Bull Racing-Honda e lo spagnolo Fernando Alonso su Alpine-Renault. 
All'intero weekend di gara hanno assistito 80 000 spettatori.

## Vigilia

### Sviluppi futuri
La Ferrari rende noto che il nuovo simulatore debutterà nel Gran Premio di Abu Dhabi, ventiduesima e ultima gara della stagione in programma il successivo 12 dicembre. Mattia Binotto, team principal della scuderia, ha spiegato che la calibrazione e la messa a punto del nuovo simulatore Dynisma è giunta alla fase finale, per cui è intenzione della squadra di utilizzare questo innovativo strumento in vista dell'appuntamento conclusivo del campionato.
Il pilota australiano di Formula 2, Oscar Piastri, attualmente in prima posizione nel mondiale piloti, viene annunciato come nuovo pilota di riserva all'Alpine per il 2022. Il pilota cinese Zhou Guanyu, attualmente in seconda posizione nel mondiale piloti della stessa categoria, diviene pilota titolare all'Alfa Romeo Racing per la prossima stagione, facendo coppia con il già annunciato Valtteri Bottas, e prendendo il posto di Antonio Giovinazzi, che approda in Formula E con il team Dragon Racing al fianco del brasiliano Sérgio Sette Câmara. Zhou completa quindi la line up dei piloti della stagione successiva, diventando il primo pilota cinese a correre nella massima categoria, scegliendo il numero 24.
La Federazione comunica l'arrivo di una direttiva tecnica riguardante gli alettoni anteriori e posteriori prima della disputa del Gran Premio d'Arabia Saudita, in programma il successivo 5 dicembre. Le scuderie hanno ricevuto delle rassicurazioni qualora qualche alettone non dovesse superare i controlli. In ogni caso, non arriva una squalifica nelle ultime tre gare della stagione. I nuovi rilievi vanno più intesi come delle prove da parte della Federazione per il futuro per scongiurare scenari legati ad ali flessibili.
Gli organizzatori del successivo Gran Premio d'Arabia Saudita divulgano altre foto del circuito in costruzione, a due settimane del debutto del Gran Premio nel calendario del campionato mondiale di Formula 1. Secondo i promotori del Gran Premio, il tracciato sarà pronto in pochi giorni. Dalle ultime foto si può vedere come i lavori abbiano subito una decisa accelerata nell'ultimo mese.

### Aspetti tecnici
Per questo Gran Premio la Pirelli, fornitrice unica degli pneumatici, offre la scelta tra gomme di mescola C1, C2 e C3, le più dure della gamma tra quelle disponibili. La casa italiana ha optato per le tre mescole più dure in quanto l'asfalto si presenta abrasivo. Il grip può essere compromesso dalla sabbia che arriva dal deserto in cui è situato il tracciato.
Il circuito utilizzato per questo nuovo Gran Premio è quello di Losail. Costruito nel 2004, presenta la licenza di grado 1 della Federazione, la più alta necessaria per ospitare un Gran Premio di Formula 1. La pista non è stata mai riasfaltata e secondo le simulazioni effettuate, la velocità media in qualifica è di 237 km/h, mentre per la gara è di 220 km/h. Il tempo di percorrenza sul giro viene stimato in un minuto e ventidue secondi per la qualifica, mentre un minuto e ventotto secondi per la gara. Il circuito presenta una lunghezza di 5 380 m, da percorrere in senso orario, e si snoda attraverso 16 curve, 10 a destra e 6 a sinistra, con un rettilineo lungo 1 068 m. Il primo intermedio è posizionato 80 metri prima della curva 6, il secondo intermedio 80 metri prima della curva 12, mentre il terzo intermedio coincide con la linea del traguardo del rettilineo principale di partenza. Lo speed trap, ovvero il punto in cui viene rilevata la velocità massima, è posizionato 210 metri prima della curva 1. La distanza di gara prevista è di 57 giri, pari a 306,660 km.
La Federazione stabilisce una sola zona per l'utilizzo del Drag Reduction System, venendo posizionata sul rettilineo principale di partenza. Il detection point è fissato prima della curva 16. Fin dall'introduzione del dispositivo mobile in Formula 1, durante la stagione 2011, il circuito di Lusail è uno dei cinque tracciati a essere stato utilizzato almeno una volta nel calendario del campionato mondiale di Formula 1, insieme a quello di Monte Carlo sede del Gran Premio di Monaco, quello del Mugello sede dell'unica edizione del Gran Premio della Toscana corsa nel 2020, quello di Imola sede del Gran Premio dell'Emilia-Romagna e quello di Suzuka sede del Gran Premio del Giappone, a essere caratterizzato da una sola zona per l'utilizzo del dispositivo mobile, stabilita, in tutti e cinque i tracciati, sempre sul rettilineo di partenza.
Nelle settimane precedenti alla disputa del Gran Premio, dopo alcune ispezioni dettate dal direttore di gara Michael Masi, la corsia dei box del circuito qatariota viene rifatta adattandola agli standard previsti per la Formula 1. Insieme alle modifiche richieste relative alla corsia di accesso ai box, anche alcune protezioni sulla pista vengono riviste, con l'installazione di una serie di doppi cordoli. Esternamente al tracciato, sono anche stati realizzati nuovi edifici che ospitano le hospitality nel paddock.
La Federazione stabilisce cinque punti del tracciato in cui i piloti sono costretti a rispettare i limiti. I punti in questione riguardano l'uscita della curva 4, 12, 13, 14 e 16. Non rispettando i limiti in questi punti i piloti vedranno il tempo sul giro cancellato dalla direzione di gara e immediatamente quello successivo nel caso dell'uscita della curva 16. Prima dell'inizio della seconda sessione di prove libere del venerdì, tutti i limiti della pista precedentemente stabiliti vengono rimossi. Essi vengono definiti, all'uscita di ogni curva, quando nessuna parte della vettura rimane in contatto con il cordolo. Insieme a questa nuova procedura, viene stabilito, prima dell'inizio della terza sessione di prove libere del sabato, che i piloti, in caso di escursioni fuori pista, devono rientrare in traiettoria in condizioni di sicurezza, senza trarne un vantaggio. Vengono inoltre stabiliti nuovi limiti della pista da rispettare, all'uscita della curva 2, 7 e 16.

### Aspetti sportivi
Il Gran Premio rappresenta il debutto della gara nel calendario del campionato mondiale di Formula 1. È il terzo Gran Premio a debuttare durante questa stagione, dopo i Gran Premi di Città del Messico e San Paolo, corsi le due settimane precedenti, e la cinquantunesima denominazione utilizzata nel campionato mondiale. Inizialmente esso non era previsto nel calendario della stagione 2021, ma a seguito della cancellazione del Gran Premio d'Australia a causa delle problematiche dettate dalla pandemia di COVID-19, la Federazione introduce la gara qatariota in calendario nella stessa data in cui sarebbe dovuto andare in scena la gara australiana, spostata, all'inizio della stagione, alla fine di novembre, a causa della pandemia. Fu l'ultimo Gran Premio a essere stabilito nel calendario, lo scorso settembre, dopo la riduzione del numero di appuntamenti da 23 a 22, visto che il Gran Premio del Giappone, anch'esso annullato per via della pandemia, non sarebbe stato sostituito. Dopo la disputa del Gran Premio del Bahrein, prima gara della stagione, il Gran Premio è il secondo disputato in Medio Oriente in questo campionato.
Il Qatar diventa il trentatreesimo Paese a ospitare una gara quale prova valida per il campionato mondiale di Formula 1, ed è il quinto Gran Premio ospitato da una nazione del Medio Oriente, dopo i Gran Premi di Bahrein, Abu Dhabi e Sakhir, e il già annunciato Gran Premio d'Arabia Saudita, in programma dopo la suddetta gara. L'accordo tra gli organizzatori del Gran Premio e Liberty Media, per avere la gara nel calendario del campionato mondiale, prevede un decennale a partire dalla stagione 2023. Non è previsto infatti nessun evento per il campionato 2022 in quanto il Paese si concentrerà nell'ospitare il mondiale di calcio. A partire dal 2023, al posto del circuito di Lusail, verrà costruito un nuovo tracciato appositamente per le vetture di Formula 1. Il Gran Premio del Qatar, una volta resa nota la sua presenza nel calendario mondiale, ha ricevuto critiche da parte di Amnesty International riguardo ai diritti umani nel Paese.
La gara si disputa sul circuito di Lusail di Doha, capitale del Paese, e sede, a partire dal 2004, del tradizionale Gran Premio motociclistico del Qatar. L'evento si disputa in notturna, per la quarta volta nella storia della massima categoria dopo i Gran Premi di Singapore, Bahrein e Sakhir. È il settantaquattresimo circuito a ospitare una gara valida per il campionato mondiale di Formula 1 e il quinto circuito a debuttare nell'era turbo-ibrida, dopo l'autodromo di Soči nel 2014 con il Gran Premio di Russia, il circuito di Baku nel 2016 con il Gran Premio d'Europa, l'autodromo internazionale del Mugello con il Gran Premio della Toscana e l'autódromo Internacional do Algarve con il Gran Premio del Portogallo nel 2020. La pista è stata sede anche di altre competizioni motoristiche, tra cui il campionato mondiale Superbike dal 2005 al 2009 e dal 2014 al 2019, del campionato del mondo turismo dal 2015 al 2017, del campionato mondiale di motocross dal 2013 al 2017, e nel 2009 della Speedcar Series e dell'ex GP2 Asia Series. Anche questa gara, alla sua prima edizione, si disputa con la presenza degli spettatori sulle tribune, quindi non condizionata dalla pandemia, come avvenuto in questo campionato a partire dal Gran Premio di Francia. Dei piloti iscritti al campionato, solo il messicano della Red Bull Racing, Sergio Pérez, ha corso su questo tracciato prima d'ora, in due appuntamenti della GP2 Asia Series 2008-2009.
Il Gran Premio si corre per il terzo weekend consecutivo. La Federazione, lo scorso agosto, conferma il calendario delle gare rimanenti, riducendolo a 22 Gran Premi rispetto ai 23 inizialmente previsti, comunque un record nella storia della Formula 1. I Gran Premi di Turchia, Città del Messico e San Paolo vengono spostati di una settimana, e questo nuovo Gran Premio viene collocato nel terzo weekend di fila dopo le due precedenti gare corse in Messico e in Brasile. La disputa di tre gare consecutive avvenne, per la prima volta in assoluto, nel campionato 2018, in un'occasione, successivamente per tre volte nella stagione 2020, e per due volte in questa stagione: la prima tra la fine del mese di giugno e l'inizio del mese di luglio, tra il Gran Premio di Francia e il Gran Premio d'Austria, la seconda tra la fine del mese di agosto e l'inizio del mese di settembre, tra il Gran Premio del Belgio e il Gran Premio d'Italia.
Il team principal della Ferrari, Mattia Binotto, torna a essere presente al muretto della scuderia per questa gara, dopo avere saltato il Gran Premio di Turchia e quelli precedenti di Città del Messico e San Paolo, dove la responsabilità della squadra fu affidata a Laurent Mekies. La scuderia italiana termina il contratto di sponsorizzazione con Mission Winnow, title sponsor del costruttore dal Gran Premio del Giappone 2018, ma rinnova la partnership con Shell.
La McLaren disputa la sua novecentesima gara. La scuderia di Woking fece la sua prima apparizione nel Gran Premio di Monaco 1966. Da allora la scuderia ha conquistato 183 vittorie, 493 podi, 5 811,5 punti, 156 pole position, 160 giri veloci, 12 mondiali piloti e 8 mondiali costruttori.
Nella giornata del venerdì, la Grand Prix Drivers' Association si riunisce per discutere il tema riguardante alcune decisioni prese da parte dei commissari sportivi nelle ultime gare, che hanno portato, in alcune occasioni, a sanzioni, mentre in altre no, a seguito di collisioni o duelli tra i piloti. Il pilota britannico della Williams, George Russell, in qualità di Presidente, deve poi interfacciarsi con i vertici della Formula 1 riportando le considerazioni che i piloti avranno condiviso tra loro in occasione della riunione.
Il Gran Premio è sponsorizzato da Ooredoo, principale provider di telecomunicazioni del Paese.
L'ex pilota di Formula 1 Emanuele Pirro è nominato quale commissario aggiunto per la gara. L'italiano ha svolto in passato, in diverse occasioni, tale funzione, l'ultima al Gran Premio degli Stati Uniti d'America. Per questo Gran Premio, è la casa automobilistica inglese Aston Martin a fornire la safety car e la medical car. A causa di forza maggiore, prima dell'inizio della prima sessione di prove libere del venerdì, il commissario Loic Bacquelaine viene sostituito da Tim Mayer.

## Prove

### Resoconto
Max Verstappen è il miglior pilota della prima sessione del venerdì. L'olandese ha girato sopra il minuto e 23, prospettando che il tempo ipotizzato alla vigilia, un minuto e ventuno secondi sul giro, possa essere battuto in qualifica. Il pilota della Red Bull Racing ha preceduto, di quattro decimi, Pierre Gasly, su AlphaTauri, anch'essa spinta da una power unit della Honda. Sono tre le vetture della casa giapponese nelle prime cinque posizioni, e Gasly è il pilota che ha fatto segnare la velocità di punta più elevata sul rettilineo.
Alle spalle dei primi due si sono posizionate le due Mercedes, con Bottas vicino a Gasly e Hamilton più staccato. Il campione del mondo ha accusato un calo di potenza del propulsore, oltre a dei problemi all'ala anteriore. Hanno accusato dei problemi tecnici anche Lando Norris, all'impianto elettrico, e Lance Stroll, ai freni. Mick Schumacher è terminato nella ghiaia di una via di fuga.
La sessione serale conferma i primi tre di quella del pomeriggio, anche se questa volta il migliore è Valtteri Bottas; il finlandese ha ottenuto un tempo anche migliore di quello con il quale è classificato, che però gli è stato cancellato, per avere tagliato una parte del tracciato. Alle sue spalle si è confermato Gasly, che è riuscito a fare meglio di Verstappen.
Su entrambe le Red Bull RB16B si sono verificati problemi al funzionamento del DRS, come si era già verificato nelle gare precedenti. Verstappen ha anche danneggiato, passando su un cordolo, l'ala anteriore. Un problema che si è verificato anche per altri concorrenti, per via della loro altezza. Lewis Hamilton, con il quarto tempo, ha rotto il sensore sulla paratia dell'ala anteriore, che serve a misurare la temperatura degli pneumatici.
Non ha preso parte alla sessione il pilota della Haas Nikita Mazepin: i suoi meccanici hanno dovuto sostituire il telaio della monoposto a seguito di alcune escursioni di pista avvenute durante la prima sessione dove il fondo della vettura è risultato danneggiato. Carlos Sainz Jr. si è comunque detto entusiasta del tracciato, che permette di apprezzare in pieno la velocità raggiunta dalle monoposto.
Sono stati tre i tempi cancellati per avere oltrepassato i limiti della pista alla curva 2, cinque i tempi cancellati per avere oltrepassato i limiti alla curva 7, uno il tempo cancellato per avere oltrepassato i limiti alla curva 8, e uno il tempo cancellato per avere oltrepassato i limiti alla curva 16, durante la seconda sessione di prove libere del venerdì. Nel primo caso si sono visti cancellare il tempo George Russell, Daniel Ricciardo e Lando Norris; nel secondo caso si sono visti cancellare il tempo Valtteri Bottas e Fernando Alonso (due volte), Charles Leclerc (una volta); nel terzo caso se l'è visto cancellare Charles Leclerc; nel quarto caso se l'è visto cancellare Lance Stroll.
La Ferrari è stata multata di 200 euro dalla Federazione in quanto Charles Leclerc ha superato il limite di velocità stabilito nella corsia dei box.
Al termine della seconda sessione di prove libere del venerdì, sulle vetture di Nikita Mazepin e Nicholas Latifi vengono sostituite le trasmissioni. Entrambi i piloti non sono penalizzati sulla griglia di partenza in quanto hanno usato, da regolamento, la precedente trasmissione per sei Gran Premi consecutivi.
Prima dell'inizio della terza sessione di prove libere del sabato, sulle vetture di Kimi Räikkönen e Antonio Giovinazzi viene installata l'ottava unità relativa all'impianto di scarico. Il duo dell'Alfa Romeo Racing non subisce penalizzazioni in griglia di partenza in quanto il componente installato rientra tra quelli sostituibili entro il numero massimo prestabilito come da regolamento.
Bottas si conferma anche nella sessione del sabato. In questo caso il finlandese ha preceduto il compagno di scuderia Hamilton, per pochi millesimi, mentre è risultato più distanziato Verstappen, che ha proseguito nell'avere problemi con il DRS della sua monoposto. I problemi di funzionamento del marchingegno sono stati oggetto di attenzione da parte della Federazione.
Alle spalle dell'olandese si sono piazzati Gasly, autore anche di un testacoda, e Pérez, l'altro pilota della Red Bull. Anche Schumacher è stato autore di un testacoda. Peggio è andata all'altro pilota della Haas, Nikita Mazepin che ha dovuto, di fatto, abbandonare la vettura in pista per un problema al propulsore. Per recuperare la vettura, la direzione di gara ha anche fermato la sessione con bandiera rossa.
È stato uno il tempo cancellato per avere oltrepassato i limiti della pista alla curva 2, tre i tempi cancellati per avere oltrepassato i limiti alla curva 16, e cinque i tempi cancellati sotto il regime di doppia bandiera gialla, durante la terza sessione di prove libere del sabato. Nel primo caso se l'è visto cancellare Yuki Tsunoda; nel secondo caso si sono visti cancellare il tempo Pierre Gasly, Lance Stroll e Charles Leclerc; nel terzo caso si sono visti cancellare il tempo Nicholas Latifi (due volte), Mick Schumacher, Kimi Räikkönen e Lewis Hamilton (una volta).

### Risultati
Nella prima sessione del venerdì si è avuta questa situazione:
| Pos | Nº | Pilota          | Costruttore           | Tempo    | Gap    | Giri |
| --- | -- | --------------- | --------------------- | -------- | ------ | ---- |
| 1   | 33 | Max Verstappen  | Red Bull Racing-Honda | 1'23"723 |        | 22   |
| 2   | 10 | Pierre Gasly    | AlphaTauri-Honda      | 1'24"160 | +0"437 | 28   |
| 3   | 77 | Valtteri Bottas | Mercedes              | 1'24"194 | +0"471 | 24   |

Nella seconda sessione del venerdì si è avuta questa situazione:
| Pos | Nº | Pilota          | Costruttore           | Tempo    | Gap    | Giri |
| --- | -- | --------------- | --------------------- | -------- | ------ | ---- |
| 1   | 77 | Valtteri Bottas | Mercedes              | 1'23"148 |        | 27   |
| 2   | 10 | Pierre Gasly    | AlphaTauri-Honda      | 1'23"357 | +0"209 | 27   |
| 3   | 33 | Max Verstappen  | Red Bull Racing-Honda | 1'23"498 | +0"350 | 20   |

Nella sessione del sabato mattina si è avuta questa situazione:
| Pos | Nº | Pilota          | Costruttore           | Tempo    | Gap    | Giri |
| --- | -- | --------------- | --------------------- | -------- | ------ | ---- |
| 1   | 77 | Valtteri Bottas | Mercedes              | 1'22"310 |        | 17   |
| 2   | 44 | Lewis Hamilton  | Mercedes              | 1'22"388 | +0"078 | 16   |
| 3   | 33 | Max Verstappen  | Red Bull Racing-Honda | 1'22"651 | +0"341 | 10   |

## Qualifiche

### Resoconto
Nikita Mazepin è costretto subito ai box, per sostituire l'alettone anteriore, danneggiato al passaggio su di un cordolo. Il primo tempo di riferimento è quello di Lance Stroll; il canadese è battuto da Carlos Sainz Jr., mentre Charles Leclerc, pur battendo Stroll, è a 24 millesimi dal tempo del compagno di scuderia. Il tempo dello spagnolo viene battuto solo da Sergio Pérez, a sua volta superato da Lando Norris.
Hamilton abbassa il limite in 1'22"019, facendo anche meglio di Verstappen che si ferma all'1'22"234, più lento di un decimo di Pérez. Bottas, invece, con il suo primo tentativo, è a un secondo dal tempo di Hamilton. Pierre Gasly risale terzo, lasciando a un decimo l'altro pilota dell'AlphaTauri, Yuki Tsunoda, quinto. Fa anche meglio Fernando Alonso, ora terzo; il tempo di Gasly è battuto anche da Sainz Jr.. In seguito è Pérez a scalare quarto. Verstappen scende sotto il minuto e 22, (1'21"996), che lo pone di 20 millesimi davanti a Bottas e di 23 davanti a Hamilton. Nel corso di questa fase la Red Bull Racing prosegue a lavorare sull'alettone posteriore della monoposto dell'olandese. Hamilton risale in vetta, con 1'21"901, mentre Sainz Jr. è capace di fare meglio del tempo di Pérez, con Alonso che si riporta al sesto posto. Vengono eliminati Kimi Räikkönen, Nicholas Latifi, Antonio Giovinazzi, Mick Schumacher e Nikita Mazepin.
Nella seconda fase Sainz Jr. segna subito 1'22"241, prima dell'arrivo delle Mercedes: Hamilton chiude il giro in 1'21"682, mentre Valtteri Bottas si piazza a tre decimi dal tempo del campione del mondo. Anche Verstappen fa meglio del finlandese. A sua volta l'olandese viene preceduto, per quattro millesimi, da Gasly. Tsunoda sale quinto, confermando il buon momento per l'AlphaTauri. Sebastian Vettel è settimo, dietro a Esteban Ocon. La pista sembra progredire tanto che Alonso, con gomme soft, fa segnare il miglior tempo nel primo settore, anche se alla fine del giro è sesto. Dopo questi primi tentativi, Mercedes, Red Bull, Ferrari e McLaren hanno utilizzato delle gomme a mescola media, a differenza delle morbide usate dagli altri concorrenti.
Sainz Jr., benché minacciato dal taglio, affronta ancora la pista con la mescola media. In compenso Norris, Pérez e Leclerc decidono, per evitare di essere eliminati, di passare alle morbide. Sainz Jr. non si migliora, anzi viene sopravanzato da Norris. Restano fuori dalla top 10 Leclerc, undicesimo, e Daniel Ricciardo, tredicesimo. Gasly sale secondo, e il suo connazionale Ocon quinto. Si mette al sicuro Vettel, ottavo, mentre Alonso è addirittura terzo. Pérez, con l'ultimo tentativo, è solo undicesimo, permettendo così a Sainz Jr. di entrare nei dieci che si contenderanno la pole position, pur avendo usato gomme medie. Oltre a Pérez non passano alla fase decisiva Stroll, Leclerc, Ricciardo e Russell.
In Q3 Hamilton marca subito 1'21"262, due decimi più rapido di Bottas. Terzo è Sainz Jr., a mezzo secondo, davanti a Norris e Tsunoda. Sale secondo Max Verstappen, comunque staccato di 162 millesimi; Bottas scivola quarto, battuto anche da Gasly. Con il secondo giro rapido Hamilton si migliora nel primo settore, fa il miglior tempo assoluto nel secondo, per chiudere in 1'20"827. La sessione, di fatto, termina quando Gasly, passando su un cordolo, nel terzo settore, perde l'alettone anteriore, che taglia lo pneumatico anteriore destro. La direzione di gara espone le bandiere gialle nel punto, costringendo i piloti a rallentare. Hamilton conquista la centoduesima pole position, davanti a Verstappen, Gasly e Bottas. Per il britannico è il trentunesimo tracciato diverso nel quale conquista la partenza al palo.
È stato uno il tempo cancellato per avere oltrepassato i limiti della pista alla curva 2, e due i tempi cancellati per avere oltrepassato i limiti alla curva 16, durante le qualifiche. Nel primo caso se l'è visto cancellare Mick Schumacher; nel secondo caso si sono visti cancellare il tempo Charles Leclerc e Lando Norris.
Il giorno successivo alla disputa delle qualifiche Max Verstappen, Carlos Sainz Jr. e Valtteri Bottas vengono convocati dai commissari sportivi: Verstappen per non avere rispettato la doppia bandiera gialla, in qualifica, mentre Sainz Jr. e Bottas per non avere rispettato la singola bandiera gialla, sempre nella stessa sessione. Verstappen viene penalizzato di cinque posizioni sulla griglia di partenza e di due punti sulla superlicenza. Inoltre, il suo miglior tempo registrato durante la Q3 sotto il regime di doppia bandiera gialla viene cancellato dai commissari. Sainz Jr. non riceve sanzioni, mentre Bottas viene penalizzato di tre posizioni in griglia e di un punto sulla superlicenza.

### Risultati
Nella sessione di qualifica si è avuta questa situazione:
| Pos                         | Nº | Pilota             | Costruttore               | Q1       | Q2       | Q3       | Griglia |
| --------------------------- | -- | ------------------ | ------------------------- | -------- | -------- | -------- | ------- |
| 1                           | 44 | Lewis Hamilton     | Mercedes                  | 1'21"901 | 1'21"682 | 1'20"827 | 1       |
| 2                           | 33 | Max Verstappen     | Red Bull Racing-Honda     | 1'21"996 | 1'21"984 | 1'21"424 | 7       |
| 3                           | 77 | Valtteri Bottas    | Mercedes                  | 1'22"016 | 1'21"991 | 1'21"478 | 6       |
| 4                           | 10 | Pierre Gasly       | AlphaTauri-Honda          | 1'22"535 | 1'21"728 | 1'21"640 | 2       |
| 5                           | 14 | Fernando Alonso    | Alpine-Renault            | 1'22"422 | 1'21"894 | 1'21"670 | 3       |
| 6                           | 4  | Lando Norris       | McLaren-Mercedes          | 1'22"839 | 1'22"216 | 1'21"731 | 4       |
| 7                           | 55 | Carlos Sainz Jr.   | Ferrari                   | 1'22"304 | 1'22"241 | 1'21"840 | 5       |
| 8                           | 22 | Yuki Tsunoda       | AlphaTauri-Honda          | 1'22"458 | 1'22"058 | 1'21"881 | 8       |
| 9                           | 31 | Esteban Ocon       | Alpine-Renault            | 1'22"565 | 1'22"012 | 1'22"028 | 9       |
| 10                          | 5  | Sebastian Vettel   | Aston Martin-Mercedes     | 1'22"549 | 1'22"146 | 1'22"785 | 10      |
| 11                          | 11 | Sergio Pérez       | Red Bull Racing-Honda     | 1'22"398 | 1'22"346 | N.D.     | 11      |
| 12                          | 18 | Lance Stroll       | Aston Martin-Mercedes     | 1'22"551 | 1'22"460 | N.D.     | 12      |
| 13                          | 16 | Charles Leclerc    | Ferrari                   | 1'22"742 | 1'22"463 | N.D.     | 13      |
| 14                          | 3  | Daniel Ricciardo   | McLaren-Mercedes          | 1'22"688 | 1'22"597 | N.D.     | 14      |
| 15                          | 63 | George Russell     | Williams-Mercedes         | 1'22"863 | 1'22"756 | N.D.     | 15      |
| 16                          | 7  | Kimi Räikkönen     | Alfa Romeo Racing-Ferrari | 1'23"156 | N.D.     | N.D.     | 16      |
| 17                          | 6  | Nicholas Latifi    | Williams-Mercedes         | 1'23"213 | N.D.     | N.D.     | 17      |
| 18                          | 99 | Antonio Giovinazzi | Alfa Romeo Racing-Ferrari | 1'23"262 | N.D.     | N.D.     | 18      |
| 19                          | 47 | Mick Schumacher    | Haas-Ferrari              | 1'23"407 | N.D.     | N.D.     | 19      |
| 20                          | 9  | Nikita Mazepin     | Haas-Ferrari              | 1'25"859 | N.D.     | N.D.     | 20      |
| Tempo limite 107%: 1'27"634 |    |                    |                           |          |          |          |         |

In grassetto sono indicate le migliori prestazioni in Q1, Q2 e Q3.

## Gara

### Resoconto
Prima della gara i meccanici della Ferrari sostituiscono il telaio della vettura di Charles Leclerc, danneggiato al termine delle qualifiche.
Al via Lewis Hamilton è capace di mantenere il comando, mentre Fernando Alonso passa Pierre Gasly per la seconda posizione; Max Verstappen è autore di un'ottima partenza, che lo porta dalla settima alla quarta posizione. Alle loro spalle ci sono Norris, Ocon, Sainz Jr. e Pérez. Hamilton crea subito un certo margine su Alonso, mentre Verstappen passa Gasly, salendo terzo. Già al quarto giro l'olandese si libera anche di Alonso, mettendosi così alle spalle di Hamilton. Al sesto giro Pérez forza Sainz Jr. alla prima curva, ma il ferrarista tiene la posizione. Il giro successivo lo spagnolo non può evitare che il messicano gli prenda la settima piazza.
La rimonta di Pérez prosegue all'undicesimo passaggio, quando toglie la posizione a Ocon. Nello stesso giro Lando Norris supera Gasly che, il giro successivo, cede anche all'arrembante Pérez, che ora è quinto. Hamilton, al comando, amplia il distacco su Verstappen a oltre sei secondi, e quello su Alonso a oltre 26. Gasly, in crisi con gli pneumatici, si ferma al tredicesimo giro, per montare gomme medie, dalle soft del via. Bottas sale settimo, passando Sainz Jr., mentre Pérez prende anche la posizione di Norris. Al diciassettesimo giro Verstappen anticipa la sosta, passando a gomme dure. La mossa viene subito copiata da Hamilton. Il britannico mantiene comodamente la vetta della classifica. Nello stesso diciottesimo giro c'è la sosta anche dell'altro pilota della Red Bull Racing, Sergio Pérez. Hamilton comanda con otto secondi e mezzo su Verstappen, 12"8 su Alonso e 20"5 Norris. Alle spalle del britannico della McLaren è risalito Bottas.
Al ventiduesimo passaggio Bottas passa Norris, mentre il giro dopo è il turno di Alonso al cambio gomme. Anche lo spagnolo opta per le hard, e rientra in gara ottavo. Anche Ocon, l'altro pilota dell'Alpine, che era scalato fino alla quinta posizione, effettua il pit stop. Norris, invece, attende il venticinquesimo giro. Pérez, che dopo la sosta era scivolato fuori dalla zona dei punti, recupera diverse posizioni, superando, al ventisettesimo giro, Charles Leclerc per il sesto posto. Nello stesso giro entrambe le Ferrari effettuano il pit stop, una dietro l'altra, senza problemi.
Hamilton comanda con sette secondi di margine su Verstappen, mentre il resto del gruppo è molto staccato: il terzo, Bottas, è a 29"4, mentre Alonso, quarto, è a 19 secondi dal finlandese. Lo spagnolo, attaccato da Pérez, resiste, ma non riesce a evitare il sorpasso del messicano della Red Bull. Bottas, che non ha ancora cambiato gli pneumatici, subisce una foratura al trentatreesimo giro, ed è costretto a un giro lento, in pratica su tre ruote, per rientrare ai box. Al trentaseiesimo giro Gasly, che era quinto, si ferma per la seconda volta. Il francese monta gomme medie. La stessa scelta viene compiuta anche dalle due Red Bull, che si fermano entrambe al quarantunesimo passaggio. Come nella prima fase della gara, anche in questo caso Hamilton copia la strategia del suo inseguitore, passando alle medie. Il campione del mondo mantiene ancora il comando del Gran Premio, con oltre otto secondi di margine su Verstappen. Seguono Alonso, Norris, Ocon, Stroll e Pérez. Il messicano, al quarantaseiesimo giro, passa Stroll. Il giro dopo, a seguito di un lungo duello, il pilota della Red Bull ha la meglio anche su Ocon.
Norris, che sperava di chiudere la gara senza ulteriori soste, deve fermarsi al cinquantesimo giro. George Russell fora uno pneumatico, dopo essere passato su un cordolo. Anche lui, come Bottas qualche giro prima, è costretto al box. Lo stesso guaio capita, poco dopo, all'altro pilota della Williams, Nicholas Latifi, che però non finisce il giro e parcheggia in una via di fuga. La direzione di gara stabilisce in pista il regime di virtual safety car, al fine di rimuovere la vettura del canadese. La gara riprende solo per l'ultimo giro. Nei giri finali Verstappen effettua ancora un pit stop, per montare gomme morbide, e conquistare il giro veloce, con il punto addizionale, che in realtà già possedeva prima della sosta.
Hamilton conquista la sua centoduesima vittoria nel mondiale, limando il distacco in classifica generale a otto punti. Il britannico vince sul trentesimo circuito differente utilizzato dal campionato mondiale. Alonso, terzo dopo avere resistito al ritorno, negli ultimi giri, di Pérez, conquista il suo novantottesimo podio, il primo dal Gran Premio d'Ungheria 2014. Mai un pilota aveva atteso 146 gare per tornare tra i primi tre di una gara del mondiale di Formula 1. Alonso è il primo ultraquarantenne a podio dal Gran Premio d'Europa 2012, quando fu Michael Schumacher a riuscire nell'impresa.
Sono stati due i tempi cancellati per avere oltrepassato i limiti della pista alla curva 2, e tre i tempi cancellati per avere oltrepassato i limiti alla curva 16, durante la gara. Nel primo caso si sono visti cancellare il tempo Fernando Alonso e Esteban Ocon; nel secondo caso si sono visti cancellare il tempo Pierre Gasly, Sebastian Vettel e Antonio Giovinazzi.

### Risultati
I risultati del Gran Premio sono i seguenti:
| Pos | Nº | Pilota             | Costruttore               | Giri | Tempo/Ritiro      | Griglia | Punti |
| --- | -- | ------------------ | ------------------------- | ---- | ----------------- | ------- | ----- |
| 1   | 44 | Lewis Hamilton     | Mercedes                  | 57   | 1h24'28"471       | 1       | 25    |
| 2   | 33 | Max Verstappen     | Red Bull Racing-Honda     | 57   | +25"743           | 7       | 19    |
| 3   | 14 | Fernando Alonso    | Alpine-Renault            | 57   | +59"457           | 3       | 15    |
| 4   | 11 | Sergio Pérez       | Red Bull Racing-Honda     | 57   | +1'02"306         | 11      | 12    |
| 5   | 31 | Esteban Ocon       | Alpine-Renault            | 57   | +1'20"570         | 9       | 10    |
| 6   | 18 | Lance Stroll       | Aston Martin-Mercedes     | 57   | +1'21"274         | 12      | 8     |
| 7   | 55 | Carlos Sainz Jr.   | Ferrari                   | 57   | +1'21"911         | 5       | 6     |
| 8   | 16 | Charles Leclerc    | Ferrari                   | 57   | +1'23"126         | 13      | 4     |
| 9   | 4  | Lando Norris       | McLaren-Mercedes          | 56   | +1 giro           | 4       | 2     |
| 10  | 5  | Sebastian Vettel   | Aston Martin-Mercedes     | 56   | +1 giro           | 10      | 1     |
| 11  | 10 | Pierre Gasly       | AlphaTauri-Honda          | 56   | +1 giro           | 2       |       |
| 12  | 3  | Daniel Ricciardo   | McLaren-Mercedes          | 56   | +1 giro           | 14      |       |
| 13  | 22 | Yuki Tsunoda       | AlphaTauri-Honda          | 56   | +1 giro           | 8       |       |
| 14  | 7  | Kimi Räikkönen     | Alfa Romeo Racing-Ferrari | 56   | +1 giro           | 16      |       |
| 15  | 99 | Antonio Giovinazzi | Alfa Romeo Racing-Ferrari | 56   | +1 giro           | 18      |       |
| 16  | 47 | Mick Schumacher    | Haas-Ferrari              | 56   | +1 giro           | 19      |       |
| 17  | 63 | George Russell     | Williams-Mercedes         | 55   | +2 giri           | 15      |       |
| 18  | 9  | Nikita Mazepin     | Haas-Ferrari              | 55   | +2 giri           | 20      |       |
| Rit | 6  | Nicholas Latifi    | Williams-Mercedes         | 50   | Foratura          | 17      |       |
| Rit | 77 | Valtteri Bottas    | Mercedes                  | 48   | Danni da foratura | 6       |       |

Max Verstappen riceve un punto addizionale per aver segnato il giro più veloce della gara.

## Classifiche mondiali

### Piloti
| Pos | Pilota             | Punti |
| --- | ------------------ | ----- |
| 1   | Max Verstappen     | 351,5 |
| 2   | Lewis Hamilton     | 343,5 |
| 3   | Valtteri Bottas    | 203   |
| 4   | Sergio Pérez       | 190   |
| 5   | Lando Norris       | 153   |
| 6   | Charles Leclerc    | 152   |
| 7   | Carlos Sainz Jr.   | 145,5 |
| 8   | Daniel Ricciardo   | 105   |
| 9   | Pierre Gasly       | 92    |
| 10  | Fernando Alonso    | 77    |
| 11  | Esteban Ocon       | 60    |
| 12  | Sebastian Vettel   | 43    |
| 13  | Lance Stroll       | 34    |
| 14  | Yuki Tsunoda       | 20    |
| 15  | George Russell     | 16    |
| 16  | Kimi Räikkönen     | 10    |
| 17  | Nicholas Latifi    | 7     |
| 18  | Antonio Giovinazzi | 1     |

### Costruttori
| Pos | Costruttore               | Punti |
| --- | ------------------------- | ----- |
| 1   | Mercedes                  | 546,5 |
| 2   | Red Bull Racing-Honda     | 541,5 |
| 3   | Ferrari                   | 297,5 |
| 4   | McLaren-Mercedes          | 258   |
| 5   | Alpine-Renault            | 137   |
| 6   | AlphaTauri-Honda          | 112   |
| 7   | Aston Martin-Mercedes     | 77    |
| 8   | Williams-Mercedes         | 23    |
| 9   | Alfa Romeo Racing-Ferrari | 11    |

## Decisioni della FIA
Al termine della gara il team principal della Red Bull Racing, Christian Horner, viene convocato dai commissari sportivi per avere violato il regolamento sportivo a seguito di alcune dichiarazioni rilasciate prima del Gran Premio collegate alla penalizzazione inflitta a Max Verstappen. Horner riceve un avvertimento, ma allo stesso tempo si offre di partecipare al FIA International Stewards Programme in programma nel febbraio 2022. L'offerta viene accettata dai commissari.